# شعر الشعراء الجوالة

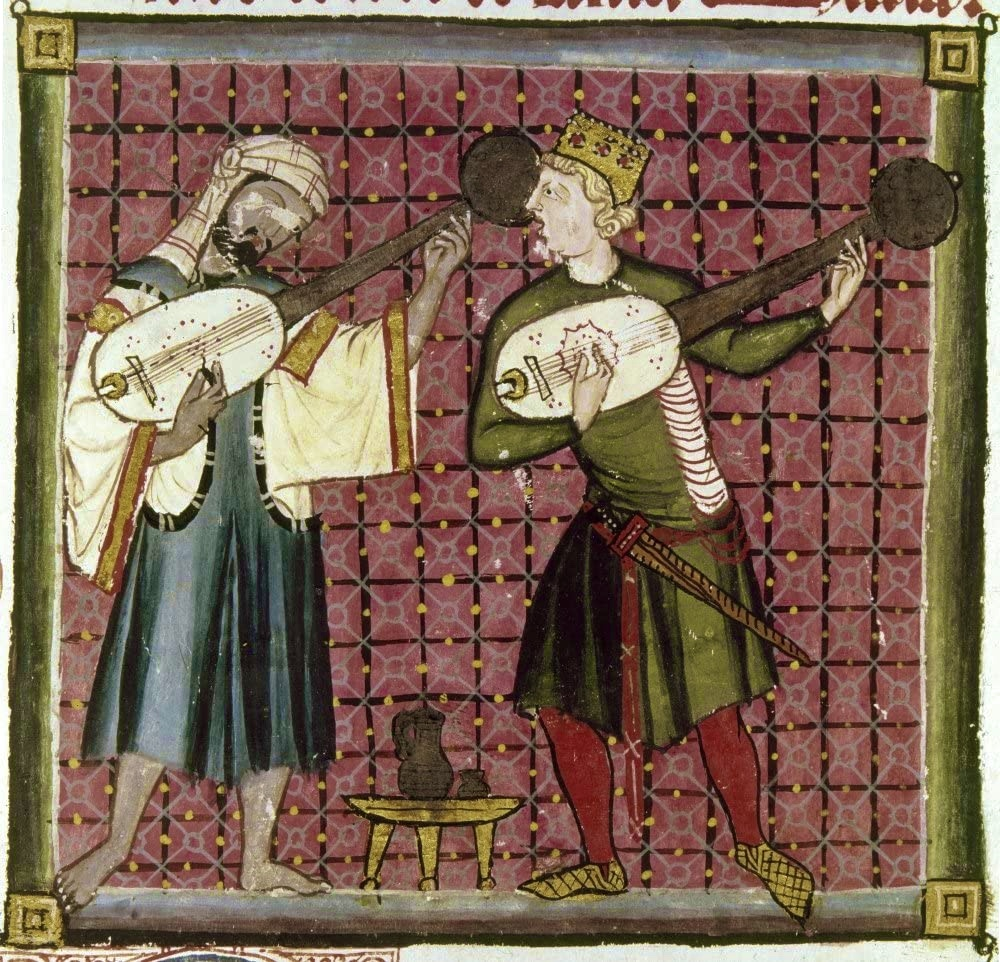

يطلق شعر الشعراء الجوالة أو أدب الحكواتي أو الخوغلارية (بالإسبانية: Mester de juglaría)‏ على مجموعة الأجناس الأدبية الشعرية الملحميّة أو الغنائية الشعبيّة التي انتشرت وبشكل واسع خلال العصور الوسطى عبر الشعراء أو المنشدين المتجولين الذين كانوا يغنون أو ينشدون هذه الأناشيد بغرض تسلية أو ترفيه النبلاء والملوك والعامة.
ظهرت كلمة (حكواتي) لأول مرة في اللغة القشتالية عام 1116م، في الفترة الزمنية التي ظهر فيها الحكواتيون في مدينة ليون. ووفقاَ لدراسة أجراها الباحث والمؤرخ الإسباني رامون منيندث بيذال والمعنونة «الشعر الشعبيّ وأصول الأدب الرومانيّ، مدريد، 1957» فإن: كلمة حكواتي juglar هي كلمة لاتينية الأصل، جاءت من jocalaris, joculator وتعني الفكاهي أو صاحب الدعابة. بالمقابل كلمة mester مأخوذة من المفردة menester المشتقة من كلمة ministeruim اللاتينية الأصل، وتعني مهنة أو عمل minisretio، والمرادفة لكلمة oficio وتعني صنعة أو مهنة أيضاَ، أي ما يعني بالمجمل صنعة الحكواتي أو مهنة الحكواتي التي أصبحت تشير إلى هذا النوع الأدبيّ «أدب الحكواتي».
عُرف نوعان من الحكواتيين في تلك الفترة، حكواتيّون اختصوا بالشعر الملحميّ أو البطولي، وهم الذين يروون الشعر القصَصَي أو السرديّ. وحكواتيّون اختصوا بالشعر الغنائيّ، وهم الذين اهتموا بتهذيب الشعر الذي يعبّر عن المشاعر بالإضافة إلى اهتمامهم بنشر منظومات شعرية أخرى مثل: سيرانييا أو الأغاني الشعبيّة الريفية، والكوبلات، وقصائد الشعراء التروبادور.
في أوائل العصور الوسطى، وبالتحديد في القرن العاشر والحادي عشر والثاني عشر والثالث عشر، كانت أعداد الحكواتيين الذين اختصوا بالشعر الملحميّ أكبر، لكن مع بدايات النصف الثاني من القرن الثالث عشر والقرن الرابع عشر ازداد عدد الحكواتيين المختصين بالشعر الغنائي.
ووفقا لبيذال، تخصص الحكواتيون داخل هذه المهنة، وكان لكل منهم مسمى خاص به. فالمحاكي هو الذي يقوم بالتقليد، والمراوغ هو الذي يقوم بممارسة فنون العامّة، ومنشد الملاحم البطوليّة، والجولياتي الذي يمزيج بين الطلّاب والمتشردين، والمختصّين بالآلات الموسيقية، والمؤلفين.
وتشتمل الكلمة أيضاَ على مضمون موسيقي، وأنواعه متنوعة، من مغني الحانات، إلى مرتدي الأقمشة غالية الثمن الذي كان يرتاد القصور ويرافق النبلاء في رحَلاتهم، إلى الذي يغنّي الترانيم في الكنائس رفقة أنواع الآلات الموسيقية مثل الفلوت والسنطير والطبلة والبوق والقيثارة والربابة. وعلى الرغم من أن البعض كان يؤلّف مقطوعاته الشعريّة الخاصة به إلّا أنه غالباَ ما كان يعيد إلقاء نصوص ألّفها شعراء آخرون.
الحكواتية شخصيات من أصول متواضعة، متجولون هزليون يكرسون أنفسهم لأعمال بهلوانية بالإضافة إلى أعمال الخفّة والتمثيل، أو يلقون النكات كالمهرجين، أو يعزفون على الألات الموسيقية البسيطة، أو يرقصون ويغنون باستخدام قطع بسيطة لأداء تمثيل صامت أو باستخدام الدمى. وما يعد الأكثر أهمية في تاريخ الأدب هو إلقاء الابيات الشعرية لمؤلفين آخرين يطلق عليهم التروبادور، وكان ذلك في الأماكن العامة وساحات المدن أو في قلاع الإقطاعيين حيث كانوا يقيمون.
تميز شعر الحكواتية بعدم تناسق وانتظام مقاطع أبياته، وتتراوح أبياته بين العشرة والستة عشرة مقطعا مع غلبة المقاطع الأربعة عشرة أو التفعيلة الإسكندرية، مستخدماً قافية معتلة، وهذه القافية توفر فرصة لارتجال وتذكر الأمثال والتعابير والجمل الجاهزة التي يحشو بها أشعاره ليتذكر الأبيات التالية، وهو ما أظهرته دراسات حول الحكواتيين اليوغسلافيين.
إن عدم الاعتناء بالكتابة الشعرية هو ما يفرّق بين أدب الحكواتي وأدب رجال الدين، والأخير يوصف بالشعر المعتنى به كما يوصف في الكتاب الأصلي الذي أسس لهذا النوع من الأدب وهو «كتاب الإسكندر»، حيث يقول: «أعطيك مهنة جميلة، ليست من أدب الحكواتية، مهنة دون خطيئة، هي لرجال الكنيسة، يقولون كلاماً مقفّى، بتفعيلة كواديرنا فيا، بمقاطع مغنّاة، هي مهنة عظيمة»، وتظهر هذه الكلمات ازدراء رجال الدين والمثقفين للأدب الشعبي المعروف بأدب الحكواتية.
يتكون مجمل أعمال الحكواتية عادة من فصول مختارة من مشاهد منتقاة لأناشيد البطولة معروضة أمام الجمهور، وحين كان الجمهور يسمع هذه الأشعار في الساحة كان يحفظ منها ما يعجبه ويعيد نشيدها، ثم تناقلها في الموروث الأدبي الشفهي فتحولت إلى ما يعرف بشعر الرومانس ليقدم لنا قصائد الرومانس القديمة.
روى منشدو هذا النوع من الأدب مآثر ومناقب الأبطال والفرسان حسب المعتقدات الشعبية السائدة، مقدمين من خلال هذا النوع الأدبي تلك المعايير والقيم التي قام عليها مجتمع العصور الوسطى. وأدخل بعض الشعراء في منظوماتهم الشعرية مواضيع تتكيف مع المكان والزمان الذي تروى فيه هذه الأشعار.
معظم مؤلفو هذه الأشعار مجهولون، وكانت الأشعار تتغير بسبب طولها وانتقالها من مكان إلى آخر. وأطلق على هذه الأشعار أيضاً أناشيد البطولة، وأشهرها في إسبانيا هو نشيد السيد، وفي فرنسا نشيد رولاند، وقد ظهر منها نسخ عديدة، ولاقت نجاحاً باهراً في جميع أنحاء أوروبا.